# Lijst van Tsjechische steden
Hieronder staat een complete alfabetische lijst aan met Tsjechische steden met stadsrechten. Voor een overzicht van de steden met meer dan 50.000 inwoners, zie de Lijst van grote Tsjechische steden.

## A
| - Abertamy - Adamov | - Andělská Hora - Aš |

## B
| - Bakov nad Jizerou - Bavorov - Bečov nad Teplou - Bechyně - Bělá nad Radbuzou - Bělá pod Bezdězem - Bělčice - Benátky nad Jizerou - Benešov - Benešov nad Ploučnicí - Beroun - Bezdružice - Bílina - Bílovec - Blansko - Blatná - Blovice - Blšany - Bohumín - Bohušovice nad Ohří - Bochov - Bojkovice - Bor - Borohrádek - Borovany | - Boskovice - Boží Dar - Brandýs nad Labem-Stará Boleslav - Brandýs nad Orlicí - Brno - Broumov - Brtnice - Brumov-Bylnice - Bruntál - Brušperk - Břeclav - Březnice - Březová - Březová nad Svitavou - Břidličná - Bučovice - Budišov nad Budišovkou - Budyně nad Ohří - Buštěhrad - Bystré - Bystřice - Bystřice nad Pernštejnem - Bystřice pod Hostýnem - Bzenec |

## C
| - Čáslav - Čelákovice - Černošice - Černošín - Černovice - Červená Řečice - Červený Kostelec - Česká Kamenice - Česká Lípa - Česká Skalice - Česká Třebová - České Budějovice - České Velenice - Český Brod - Český Dub - Český Krumlov - Český Těšín - Chabařovice | - Cheb - Chlumec - Chlumec nad Cidlinou - Choceň - Chodov - Chomutov - Chotěboř - Chrast - Chrastava - Chropyně - Chrudim - Chřibská - Chvaletice - Chýně - Chýnov - Chyše - Cvikov |

## D
| - Dačice - Dašice - Děčín - Desná - Deštná - Dobrovice - Dobruška - Dobřany - Dobřichovice - Dobříš - Doksy | - Dolní Benešov - Dolní Bousov - Dolní Kounice - Dolní Poustevna - Domažlice - Dubá - Dubí - Dubňany - Duchcov - Dvůr Králové nad Labem |

## F
| - Františkovy Lázně - Frenštát pod Radhoštěm - Frýdek-Místek - Frýdlant nad Ostravicí | - Frýdlant - Fryšták - Fulnek |

## G
- Golčův Jeníkov

## H
| - Habartov - Habry - Hanušovice - Harrachov - Hartmanice - Havířov - Havlíčkův Brod - Hejnice - Heřmanův Městec - Hlinsko - Hluboká nad Vltavou - Hlučín - Hluk - Hodkovice nad Mohelkou - Hodonín - Holešov - Holice - Holýšov - Hora Svaté Kateřiny - Horažďovice - Horní Benešov - Horní Blatná - Horní Bříza - Horní Cerekev - Horní Jelení - Horní Jiřetín | - Horní Planá - Horní Slavkov - Horšovský Týn - Hořice - Hořovice - Hostinné - Hostivice - Hostomice - Hostouň - Hoštka - Hradec Králové - Hradec nad Moravicí - Hrádek - Hrádek nad Nisou - Hranice na Moravě - Hranice - Hrob - Hrochův Týnec - Hronov - Hrotovice - Hroznětín - Hrušovany nad Jevišovkou - Hulín - Humpolec - Husinec - Hustopeče |

## I
| - Ivančice | - Ivanovice na Hané |

## J
| - Jablonec nad Jizerou - Jablonec nad Nisou - Jablonné nad Orlicí - Jablonné v Podještědí - Jablunkov - Jáchymov - Janov - Janovice nad Úhlavou - Janské Lázně - Jaroměř - Jaroměřice nad Rokytnou - Javorník - Jemnice - Jesenice (okres Praha-západ) | - Jesenice (okres Rakovník) - Jeseník - Jevíčko - Jevišovice - Jičín - Jihlava - Jilemnice - Jílové - Jílové u Prahy - Jindřichův Hradec - Jiříkov - Jirkov - Jistebnice |

## K
| - Kadaň - Kamenice nad Lipou - Kamenický Šenov - Kaplice - Kardašova Řečice - Karlsbad (Karlovy Vary) - Karolinka - Karviná - Kasejovice - Kašperské Hory - Kaznějov - Kdyně - Kelč - Kladno - Kladruby - Klášterec nad Ohří - Klatovy - Klecany - Klimkovice - Klobouky u Brna - Kojetín - Kolín - Konice - Kopidlno - Kopřivnice - Koryčany - Kosmonosy | - Kostelec na Hané - Kostelec nad Černými lesy - Kostelec nad Labem - Kostelec nad Orlicí - Košťany - Kouřim - Kožlany - Králíky - Kralovice - Kralupy nad Vltavou - Králův Dvůr - Kraslice - Krásná Hora nad Vltavou - Krásná Lípa - Krásné Údolí - Krásno - Kravaře - Krnov - Kroměříž - Krupka - Kryry - Kunovice - Kunštát - Kuřim - Kutná Hora - Kyjov - Kynšperk nad Ohří |

## L
| - Lanškroun - Lanžhot - Lázně Bělohrad - Lázně Bohdaneč - Lázně Kynžvart - Ledeč nad Sázavou - Ledvice - Letohrad - Letovice - Libáň - Libčice nad Vltavou - Liběchov - Liberec - Libochovice - Libušín - Lipnice nad Sázavou - Lipník nad Bečvou - Lišov | - Litoměřice - Litomyšl - Litovel - Litvínov - Loket - Lom - Lomnice nad Lužnicí - Lomnice nad Popelkou - Loštice - Loučná pod Klínovcem - Louny - Lovosice - Luby - Lučany nad Nisou - Luhačovice - Luže - Lysá nad Labem |

## M
| - Manětín - Mariënbad (Mariánské Lázně) - Mašťov - Měčín - Mělník - Městec Králové - Město Albrechtice - Město Touškov - Meziboří - Meziměstí - Mikulášovice - Mikulov - Miletín - Milevsko - Miličín - Milovice - Mimoň - Miroslav | - Mirošov - Mirotice - Mirovice - Mladá Boleslav - Mladá Vožice - Mnichovice - Mnichovo Hradiště - Mníšek pod Brdy - Modřice - Mohelnice - Moravská Třebová - Moravské Budějovice - Moravský Beroun - Moravský Krumlov - Morkovice-Slížany - Most - Mšeno - [[Mýto (Rokycany)\|Mýto]] |

## N
| - Náchod - Nalžovské Hory - Náměšť nad Oslavou - Napajedla - Nasavrky - Nechanice - Nejdek - Němčice nad Hanou - Nepomuk - Neratovice - Netolice - Neveklov - Nová Bystřice - Nová Paka - Nová Role | - Nová Včelnice - Nové Hrady - Nové Město na Moravě - Nové Město nad Metují - Nové Město pod Smrkem - Nové Sedlo - Nové Strašecí - Nový Bor - Nový Bydžov - Nový Jičín - Nový Knín - Nymburk - Nýrsko - Nýřany |

## O
| - Odolena Voda - Odry - Olešnice - Olomouc - Oloví - Opava - Opočno | - Orlová - Osečná - Osek - Oslavany - Ostrava - Ostrov - Otrokovice |

## P
| - Pacov - Paskov - Pardubice - Pec pod Sněžkou - Pečky - Pelhřimov - Petřvald - Pilníkov - Písek - Planá - Planá nad Lužnicí - Plánice - Plasy - Plesná - Plumlov - Pilsen (Plzeň) - Poběžovice - Počátky - Podbořany - Poděbrady - Podivín | - Pohořelice - Police nad Metují - Polička - Polná - Postoloprty - Potštát - Praag (Praha) - Prachatice - Proseč - Prostějov - Protivín - Přebuz - Přelouč - Přerov - Přeštice - Příbor - Příbram - Přibyslav - Přimda - Pyšely |

## R
| - Rabí - Radnice - Rájec-Jestřebí - Rajhrad - Rakovník - Ralsko - Raspenava - Rejštejn - Řevnice - Říčany - Rokycany - Rokytnice nad Jizerou - Rokytnice v Orlických horách - Ronov nad Doubravou - Rosice - Rotava | - Roudnice nad Labem - Rousínov - Rovensko pod Troskami - Rožďalovice - Rožmberk nad Vltavou - Rožmitál pod Třemšínem - Rožnov pod Radhoštěm - Roztoky - Rtyně v Podkrkonoší - Rudná - Rudolfov - Rumburk - Rychnov nad Kněžnou - Rychnov u Jablonce nad Nisou - Rychvald - Rýmařov |

## S
| - Sadská - Sázava - Seč - Sedlčany - Sedlec-Prčice - Sedlice - Semily - Šenov - Sezemice - Sezimovo Ústí - Skalná - Skuteč - Slaný - Šlapanice - Slatiňany - Slavičín - Slavkov u Brna - Slavonice - Šluknov - Slušovice - Smečno - Smiřice - Smržovka - Soběslav - Sobotka - Sokolov - Solnice - Spálené Poříčí - Špindlerův Mlýn | - Staňkov - Staré Město (okres Šumperk) - Staré Město (okres Uherské Hradiště) - Stárkov - Starý Plzenec - Štěpánov - Šternberk - Štětí - Štíty - Stod - Stochov - Strakonice - Štramberk - Stráž nad Nežárkou - Stráž pod Ralskem - Strážnice - Strážov - Strmilov - Stříbro - Studénka - Suchdol nad Lužnicí - Šumperk - Sušice - Světlá nad Sázavou - Švihov - Svitavy - Svoboda nad Úpou - Svratka |

## T
| - Tábor - Tachov - Tanvald - Telč - Teplá - Teplice nad Metují - Teplice - Theresienstadt (Terezín) - Tišnov - Toužim - Tovačov - Trhové Sviny - Trhový Štěpánov - Trmice | - Trutnov - Třebechovice pod Orebem - Třebenice - Třebíč - Třeboň - Třemošná - Třemošnice - Třešť - Třinec - Turnov - Týn nad Vltavou - Týnec nad Labem - Týnec nad Sázavou - Týniště nad Orlicí |

## U
| - Uherské Hradiště - Uherský Brod - Uherský Ostroh - Uhlířské Janovice - Újezd u Brna - Unhošť - Uničov | - Úpice - Úsov - Ústí nad Labem - Ústí nad Orlicí - Úštěk - Úterý - Úvaly |

## V
| - Valašské Klobouky - Valašské Meziříčí - Valtice - Vamberk - Varnsdorf - Vejprty - Velešín - Velká Bíteš - Velká Bystřice - Velké Bílovice - Velké Hamry - Velké Meziříčí - Velké Opatovice - Velké Pavlovice - Velký Šenov - Veltrusy - Velvary - Verneřice - Veselí nad Lužnicí - Veselí nad Moravou - Větřní - Veverská Bítýška - Vidnava | - Vimperk - Vítkov - Vizovice - Vlachovo Březí - Vlašim - Vodňany - Volary - Volyně - Votice - Vracov - Vratimov - Vrbno pod Pradědem - Vrchlabí - Vroutek - Všeruby - Vsetín - Výsluní - Vysoké Mýto - Vysoké nad Jizerou - Vysoké Veselí - Vyškov - Vyšší Brod |

## Z
| - Zábřeh - Žacléř - Zákupy - Žamberk - Žandov - Zásmuky - Žatec - Zbiroh - Zbýšov - Ždánice - Žďár nad Sázavou - Zdice - Ždírec nad Doubravou - Žebrák | - Železná Ruda - Železnice - Železný Brod - Židlochovice - Žirovnice - Zlaté Hory - Zlín - Zliv - Žlutice - Znojmo - Zruč nad Sázavou - Zubří - Žulová |